# 사랑의 이해
《사랑의 이해》는 2022년 12월 21일부터 2023년 2월 9일까지 방송된 JTBC 수목드라마이다.

## 기획의도
각기 다른 이해(利害)를 가진 이들이 서로를 만나 진정한 '사랑'의 의미를 이해(理解) 하게 되는 이야기를 담은 멜로드라마

## 제작진

### 연출
- 조영민 : ( SBS 2부작 월화드라마 《17세의 조건》(연출), SBS 월화드라마 《브람스를 좋아하세요?》(연출) 등 )

### 극본
- 이서현

- 이현정

## 등장인물
- (†) 표시는 드라마 상에서 최종적으로 사망한 인물이다.

### 주요 인물
- 유연석 : 하상수 역 - KCU은행 영포점 종합상담팀 3년 차 계장

사랑은 상수다, 상황에 따라 달라지는 변수가 아닌 어떤 조건에도 일정한 값을 유지해야 하는 상수.
반듯하지만 차갑거나 건조하지 않다. 툭툭 내뱉는 말이 유머러스하고 따뜻하다. 아부하는 법도 변명하는 법도 없다. 그저 자신의 몫의 일을 넘치게 잘 해낸다. 그러나 사랑에 빠진 하상수는 달랐다. 주춤대고, 어눌해지고, 후회하고, 머리를 쥐어뜯고, 감정에 허우적댔다. 그렇게 만든 건... 미경의 옛연인. 수영의 연인.
- 문가영 : 안수영 역 - KCU은행 영포점 예금창구 4년 차 주임

사랑은 해변가의 모래성이다, 예쁘고 반짝이지만 그 안에서 살 수는 없는, 공들여 지어도 한 순간에 무너질 수 있는 것.
수영은 은행에서 늘 미소 짓는다. 기분이 좋을 때도, 강해보이고 싶을 때도, 울고 싶을 때도, 더러울 때도, 은행에서는 절대 가면을 벗지 않는다. 상처는 약점과 다르지 않다는 걸 진작 깨달았기에. 그랬는데... 단단하기만 했던 수영의 마음이 일렁였다. 종현의 옛연인. 상수의 연인.
- 금새록 : 박미경 역 - KCU은행 영포점 PB팀 대리

사랑은 체온이다, 뜨겁게 불타오르지 않아도 곁에 있는 게 당연한, 어떤 순간에도 날 따듯하게 해주는 거.
밝고, 쾌활하고, 똑똑하고 강단 있고, 남의 눈치 보는 일 없이 본인의 감정에 솔직한 여자. 한번 맺은 관계는 소중히 대하며, 아깝단 생각 없이 내주고 퍼준다. 날 때부터 보고 자란 부자들의 습성을 체득해, VIP들을 상대로 어려움 없이 실적을 올린다. 부족한 게 없다는 것이 유일한 결핍이었던 미경이었다. 상수의 옛연인.
- 정가람 : 정종현 역 - 청원경찰, 경찰공무원을 꿈꾸는 고시생.

사랑은 빛인 척 하는 빚이다. 언젠가 다 갚아야만 하는, 그래서 숨이 막히는 부채감 같은 거.
고시생의 길을 선택하며 생계를 위해 KCU은행 청원경찰로 취직했다. 낮에는 일하고 밤에는 죽어라 공부했다. 어떻게든 지금의 삶보다는 나아지고 싶었다. KCU은행에 출근 했던 첫 날, 그녀를 만났다. 수영의 옛연인.
- 문태유 : 소경필 역 - KCU은행 영포점 총무과 3년 차 계장

사랑은, 사랑은 그냥 개나 줘버려라.
상수와 대학교, 대학원, 은행까지 함께한 절친이다. 서글서글, 유들유들, 능치고, 까불거리고 변죽까지 좋은 그의 은행 내 별명은 소지랖. 겉으론 헐렁하다 싶을 만큼 생각 없어 보이지만, 그 속엔 팔십 노인이 들어앉은 남자다. 어떤 날은 마대리처럼 철딱서니 없다가도 어떤 날은 상수처럼 속이 깊기도 하고. 어떤 게 진짜 모습인지 알 수 없는 의뭉스럽고 종잡을 수 없는 캐릭터.

### KCU은행 영포점
- 정재성 : 육시경 역 - 지점장

잔챙이같은 고객을 상대하는 대신 우량 고객만 상대하면서 굵직한 성적을 내고, 그게 통하니 '육지점장이 상대하는 고객은 거물급이다'라는 평판이 퍼져 VIP들이 더 몰린다. 위에서는 예쁨받고 밑에서는 충성을 아끼지 않는 선순환이 계속된다. 그러나 점잖은 것만은 아니다. 인사고과를 핑계로 자신에게 복종하도록 종용하고, 격려를 핑계삼아 여행원들의 손을 잡기도 하며, 남자 편도, 여자 편도, 팀장 편도, 대리 편도 아닌 그저 자기 자신의 편이다.
- 이화룡 : 노태평 역 - 부지점장

나이 차이 얼마 나지도 않는 육지점장에게 굽신거려야 하는 자신의 처지가 처량하면서도, 지점장이 눈앞에 있으면 본능적으로 허리가 자동으로 접히는 애잔한 사람. 사실 그는 사랑밖에 몰랐던 로맨티스트라 찢어지게 가난한 여자와 결혼해, 찢어지게 가난하게도 살았다. 회식 때마다 '니들은 인기가요 절대 놓치지 마라' 명령하지만, 막상 퇴근길엔 술에 떡이 되어도 마누라가 제일 좋아하는 전기구이 통닭 두 마리 양손 가득 사 들고 들어가는 가장이다.
- 박형수 : 이구일 역 - 종합상담팀 팀장

조직에서 출세욕 좀 있는 40대 남자의 표본같은 캐릭터, 행복을 추구하는 욜로족이자, 그 중에서도 나의 행복이 가장 중요한 횰로족. 부모형제는 이구일의 도움없이 잘 먹고 잘 사고 있으니, 앞으로도 이렇게 잘 살려면 처자식 안 만드는 게 무엇보다 중요하다. 가장 역할 하느라 비굴하게 사는 노태평 부지점장을 볼 때마다 안도의 숨을 내쉰다. 까딱하면 저렇게 살 뻔 했네...
- 이시훈 : 마두식 역 - 종합상담팀 대리

인간확성기, 주접메이커. 이구일 팀장과 함께 영포점 갈(수록)비(호감) 2인분 중 1인분으로 활약. 머리에 있어야 할 뇌가 식도 끝에 달린 탓에 생각을 거쳐 말하는 법이 없다. 미운 네 살 마냥, 따박따박 남의 심기 건드리는 말을 툭툭 잘도 한다. 허세와 허풍이 묻어난 말투에, 밉상밉상 개밉상인 아부형 인간이지만, 생각보다 소심하고 의외로 순진한 구석까지 있는 만만한 캐릭터다.
- 양조아 : 서민희 역 - 예금창구팀 팀장

은행에서는 노련미 만렙의 과장이지만, 집에서는 떡두꺼비같은 아들 둘을 키우는 워킹맘. 여기서 방점은 아들이 '둘'이라는 데 찍혀야 한다. 은행일은 만만해졌는데 육아는 해도해도 체질에 안 맞는다. 내가 왜 잘 하는 거 두고 육아로 고생해야하는 지 한탄스럽다. 어딘지 모르게 추워 보이는 수영을 잘 챙겨주는 인물이다.
- 조인 : 배은정 역 - 예금창구팀 계장

칼같다, 매몰차고, 가차 없다. 창구에서도 최대한 내 앞으로 오지 말라고 고객들에게 레이저를 쏜다. 번호표가 코앞에서 지났다며 사정하는 고객에게도, 환자복을 입고 온 고객에게도, 인정사정 안 봐주고 칼같이 쳐낸다. 그러면서 희열을 느낀다. 그러나 대상을 가려가며 비굴하게 싸가지 없는 캐릭터는 아니다. 두루두루 공평하게 싸가지가 바가지인 나름 개념있는 싸가지다.
- 오동민 : 양석현 역 - 총무과 대리

낙하산 타고 들어와 그 낙하산을 자랑스럽게 생각하는 금수저, 하상수, 소경필과 함께 영포점의 핵인싸로 활약 중이다. 결혼은 사랑으로 하겠다며 푸세식 화장실이 있는 집의 장녀와 열렬한 연애를 했으나, 결혼을 준비하는 과정에서 계급의 차이를 온몸으로 느끼게 된다. 상수, 경필과 함께 영포점의 삼총사로 활약하며 때론 웃음을, 때론 짠내를 풍기는 인물.
- 오소현 : 김지윤 역 - 총무과 주임

영포점의 실질적 막내, 1급수 마냥 맑고, 깨끗하고, 자신 있는... 것까진 좋았는데. 과한 해맑음으로 매일같이 실수 연발이다. 고객들 사이에서도 영포점 째깐한 폭탄으로 통한다. 고객들은 지윤이 답답하게 굴어도 '죄송해요, 헤헤', '어머 이를 어째, 헤헤'하면, 가슴을 팡팡 내리치긴 해도 기다리게 된다. 어린애한테 화 못내는 것과 같은 심리랄까.

### 그 외 인물
- 서정연 : 한정임 역 - 상수의 어머니, 에스테틱 HAN 대표 원장.

남편이 죽었다. 거액의 빚을 남기고. 그 후 안정적이라 생각했던 일상의 모든 것이 무너졌다. 슬퍼할 겨를도 막막해할 여유도 없이 정임은 강남 사모들의 여드름을 짰고, 학벌이 종잣돈이 되는 세상, 아들 상수를 강남 8학군에 넣기 위해 온 힘을 다했다. 남편이 죽은 후 상수가 큰 의지가 되었지만, 그런 자신의 마음조차 아들에게 부담이 갈까 부러 더 쿨하게 아들을 대했다. 상수가 어떤 선택을 하든 한 걸음 뒤에서 그 누구보다 단단히 서 있어주는 엄마.
- 박미현 : 심경숙 역 - 수영의 어머니

타고나길 유순하고, 어질며, 독하지 못한 성격. 그러나 자식들을 위해서라면 악착같은 생활도 버텨내는 사람. 이른 나이에 한 결혼. 해외에서 지게차 기사로 일하는 남편은 대부분 집에 없었다. 외로웠지만 아이들은 빠르게 커갔고 들어갈 돈도 배로 불어났다. 남편을 그리워하며 외로워할 여유 같은 건 경숙이 처한 현실에선 사치였다. 경숙은 분명, 자식밖에 모르는 엄마였다.
- 박윤희 : 안인재 역 - 수영의 아버지

머리가 하얗게 새는지도 모르고 치열하게만 살았다, 머나먼 타국 땅에서 외롭다고 느낄 새도 없이. 인재가 정작 외로워지는 순간은 몇 달에 한 번 집에 돌아갈 때였다. 그토록 그리워했던 가족이고 집이었는데, 참 이상하게도 그 집안에서 자신은 꼭 이물질 같았다. 가족들이 하는 말도, 대화도, 사춘기를 지나 달라진 아이들의 무서운 성장세도, 낯설었다. 그럼에도 가족들을 위한 자신의 삶을 감지덕지했는데. 인재의 인생이 거친 풍랑에 흔들렸다.
- 윤유선 : 윤미선 역 - 미경의 어머니

외로움 많이 타고, 유약하기도 한, 새침떼기 공주이고 싶었으나 푼수떼기 사모가 된 여자. 젊은 시절 대한민국을 떠들썩하게 할 유명 여배우가 되고 싶었으나, 평생 돈 걱정 없이 살게 해주겠다는 미경부의 박력 있는 프러포즈에 결혼을 선택했다. 다행히 남편은 돈 버는 게 천직인 사람이라, 정말 평생 돈 걱정은 안 하게 해줬는데. 외로웠다. 행여나 스트레스 받아 피부에 주름이라도 질까, 회사에 출근하듯 마사지샵에 출근 도장을 찍는다.
- 박성근 : 박대성 역 - 미경의 아버지

대성건설 대표, 묵묵하게 처자식을 먹여살리는 말 없는 남자. 갓난아이였던 미경과 처음 마주한 날. 대성은 뜨거운 부성애를 느꼈다. 그리고 결심했다. 쓸모 있는 아비가 되자. 아무짝에도 쓸모없는 다정한 말 한 마디보다, 지폐 한 장을 더 쥐어주자. 무능했던 자신의 아버지처럼 처자식 고생시키기 싫어, 일만 하고 살았는데. 이제 와 보니 딸 미경이 바랬던 건 '아무짝에도 쓸모없는 다정한 말 한 마디'였다.

### 기타 인물
- 조윤수 : 차선재 역
- 미상 : 석현의 아내 역
- 미상 : 출장소 직원 역
- 이현균 : 미경의 사촌오빠 역
- 미상 : 김 대리 역

### 특별 출연
- 이정준 : 안수혁 역 † - 수영의 남동생
- 박정화 : 상수와 소개팅을 한 여자 역

## 시청률
최저 시청률과 최고 시청률은 시청률 조사회사와 지역별로 시청률에 차이가 있을 수 있습니다.
| 2022년 | 2022년    | 2022년         | 2022년       |
| 회차   | 방송일    | AGB 시청률     | AGB 시청률   |
| 회차   | 방송일    | 대한민국(전국) | 서울(수도권) |
| ------ | --------- | -------------- | ------------ |
| 제1회  | 12월 21일 | 3.124%         | 3.593%       |
| 제2회  | 12월 22일 | 1.898%         | -            |
| 제3회  | 12월 28일 | 2.151%         | 2.720%       |
| 제4회  | 12월 29일 | 2.457%         | 2.668%       |
| 2023년 |           |                |              |
| 제5회  | 1월 4일   | 2.777%         | 3.033%       |
| 제6회  | 1월 5일   | 2.972%         | 3.326%       |
| 제7회  | 1월 11일  | 2.427%         | -            |
| 제8회  | 1월 12일  | 2.707%         | 3.386%       |
| 제9회  | 1월 18일  | 2.698%         | 2.926%       |
| 제10회 | 1월 19일  | 2.828%         | 3.553%       |
| 제11회 | 1월 25일  | 3.324%         | 3.920%       |
| 제12회 | 1월 26일  | 3.348%         | 4.079%       |
| 제13회 | 2월 1일   | 3.536%         | 3.926%       |
| 제14회 | 2월 2일   | 3.214%         | 4.015%       |
| 제15회 | 2월 8일   | 3.601%         | 4.099%       |
| 제16회 | 2월 9일   | 3.595%         | 4.414%       |

## 참고사항
- 윤유선과 박성근은 2017년에 방송된 SBS 월화드라마 《의문의 일승》 이후로 5년만에 재회하는 작품이다.